# القدس (فيروس كمبيوتر)

القدس (بالإنجليزية: Jerusalem (computer virus))‏ هو ملف فيروس حاسوب لنظام دوس من شركة مايكروسوفت وأول إصابة كانت في القدس، في تشرين الأول 1987، يستخدم 2 كيلو بايت من الذاكرة، يقبل ال COMMAND.COM ، ملفات ال COM تستهلك 1.813 بايت عند الإصابة بالفايروس ولاتصاب مرة أخرى.
الفيروس يحتوي على واحد حمولة مدمرة التي تم تعيينها لتنشط يوم الجمعة 13th ، كل سنة إلا عام 1987. في ذلك التاريخ، فإن الفيروس يحذف كل ملف البرنامج التي تم اصابتها. القدس هو الذي يعرف أيضا بالصندوق الأسود بسبب وجود صندوق أسود مستطيل صغير من الصف 5، العمود 5 إلى الصف 16، العمود 16 يعرض خلال بداية تحميل الحاسب.